# Kurt Thomas (componist)

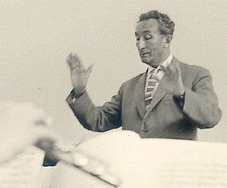
Kurt Thomas

Georg Hugo Kurt Thomas (Tönning, 25 mei 1904 - Bad Oeynhausen, 31 maart 1973) was een Duits componist en dirigent.

## Leven
Kurt Thomas studeerde vanaf 21 april 1922 aan de Universiteit Leipzig. Hij studeerde in 1925 af en werd docent voor muziektheorie aan de Hochschule für Musik und Theater „Felix Mendelssohn Bartholdy“ Leipzig. In 1927 won zijn werk Opus 1 „Messe in a-Moll“ de Beethovenprijs van de Pruisische academie der kunsten. In 1928 trok hij naar Berlijn als docent compositie. Van 1934 tot 1939 was Thomas Professor aan de universiteit der kunsten te Berlijn. Van 1939 tot 1945 was hij directeur van het muzikaal gymnasium te Frankfurt am Main, een eliteschool van de nazi's. Onder zijn leerlingen zaten de koorleiders Heinz Hennig en Hans-Joachim Rotzsch, de dirigent Wolfgang Trommer, de componisten Alfred Koerppen, Wolfgang Pasquay, Wolfgang Schoor en Siegfried Strohbach, de jazzmusicus Paul Kuhn en de cellist Hans Erik Deckert.
Van 1947 tot 1955 was Thomas professor aan de Noord-Duitse muziekacademie te Detmold. Daar hebben bij hem de componisten Manfred Kluge, Diether de la Motte en Gerd Zacher en de kerkmusici Alexander Wagner en Hermann Kreutz gestudeerd. Daarnaast bleef Thomas van 1945 tot 1957 cantor aan de Driekoningenkerk te Frankfurt am Main.
Vanaf 1 april 1957 volgde Kurt Thomas Günther Ramin op als Thomascantor van de Thomaskirche in Leipzig, in de DDR. In 1960 stopte hij toen het koor in de herfst niet in West-Duitsland mocht optreden.
Hij keerde naar West-Duitsland terug en leidde te Keulen van 1961 tot 1968 de koorconcerten van de Bachvereniging te Keulen.
Sinds 1965 was hij professor aan de Muziekhogeschool Lübeck.
Als componist werd Kurt Thomas vooral met koorwerken bekend (Messe in a-Moll, 1924; Markuspassion, 1927).
Kurt Thomas schreef een Lehrbuch der Chorleitung in drie delen. Thomas werd op het kerkhof an Berlebeck bij Detmold begraven. Zijn in 1941 geboren zoon Werner Thomas-Mifune is cellist en componist. De jaarlijkse internationale cursus voor koordirigenten te Utrecht is naar Kurt Thomas vernoemd.

## Oeuvre
- Messe in a-Moll (1924)
- Markuspassion (1927)
- Psalm 137 (An den Wassern zu Babel saßen wir) voor vierstemmig koor a capella (1928)
- Kantate zur Olympiade opus 28 (1936)
- Saat und Ernte, opus 36 Oratorium
- Eichendorff-Kantate, opus 37 (1938)
- Motetten:
  - Fürwahr, er trug unsre Krankheit
  - Gott wird abwischen alle Tränen
  - Jauchzet Gott alle Lande
  - Herr, sei mir gnädig
  - Herr, ich habe lieb die Stätte deines Hauses
- Drei Abendlieder für Mezzosopran und Klavier op tekst van Wolfram Brockmeier (1943)